# Лю Шилань
Лю Шилань (кит.: 刘适兰; нар. 24 лютого 1962) – китайська шахістка, гросмейстер серед жінок від 1982 року.

## Шахова кар'єра
У 1979-1986 роках сім разів ставала чемпіонкою Китаю. 1982 року досягнула найбільшого успіху в кар'єрі, посівши на міжзональному турнірі в Тбілісі 3-тє місце і отримавши путівку в матчі претенденток за звання чемпіонки світу. Також завдяки цьому досягненню стала першим в історії китайським гросмейстером серед жінок. Наступного року в 1-му раунді матчів перетнденток зустрілася з Ноною Іоселіані й програла 3 - 6. У міжзональних турнірах брала участь ще двічі, не досягнувши успіху (Желєзноводськ 1985 – 14-те місце, Тузла 1987 – 10-те місце).
У 1980-х роках була основною представницею Китаю на командних змаганнях, п'ять разів (між 1980 і 1988 роками) виступивши на шахових олімпіадах (кожного разу на 1-й шахівниці). Найбільш успішною для неї була олімпіада 1986 року в Дубаї, де вона завоювала дві медалі: срібну за рейтинговий перформенс і бронзову – в особистому заліку (11 очок у 14 партіях).
Найвищий рейтинг Ело в кар'єрі мала станом на 1 липня 1987 року, досягнувши 2335 очок ділила тоді 24-27-ме місце в світовому рейтинг-листі ФІДЕ, одночасно займаючи 1-ше місце серед китайських шахісток. Починаючи з 1990 року взяла участь лише в кількох турнірах під егідою ФІДЕ.

## Зміни рейтингу
| На цьому місці має відображатися графік чи діаграма, однак з технічних причин його відображення наразі вимкнено. Будь ласка, не видаляйте код, який викликає це повідомлення. Розробники вже працюють для того, щоби відновити штатне функціонування цього графіка або діаграми. | |
| | На цьому місці має відображатися графік чи діаграма, однак з технічних причин його відображення наразі вимкнено. Будь ласка, не видаляйте код, який викликає це повідомлення. Розробники вже працюють для того, щоби відновити штатне функціонування цього графіка або діаграми. |